# 施泰因韦勒
施泰因韦勒是德国莱茵兰-普法尔茨州的一个市镇。总面积11.88平方公里，总人口1918人，其中男性995人，女性923人（2011年12月31日），人口密度161人/平方公里。

## 友好城市
- 法國 埃皮纳克